# Scott Padgett
Pour les articles homonymes, voir Padgett.
Scott Padgett, né le 19 avril 1976 à Louisville (Kentucky), aux États-Unis, est un ancien joueur américain de basket-ball. Il évolue au poste d'ailier fort.

## Palmarès
- Champion NCAA 1998